# Nivel socioeconómico

Gráfico de barras apiladas que muestra la estratificación económica y las amistades entre clases.

El nivel socioeconómico (también estrato socioeconómico) es una medida total económica y sociológica que combina la preparación laboral de una persona, de la posición económica y social individual o familiar en relación con otras personas, basada en sus ingresos, educación y empleo. Al analizar el nivel socioeconómico de una familia se analizan, los ingresos del hogar, los niveles de orientación educación, y ocupación, como también el ingreso combinado, comparado con el individual, y también son analizados los atributos personales de sus miembros.
Se clasifica por lo general en tres categorías: Alto, Medio y Bajo, en las cuales una familia puede ser ubicada. Para ubicar a una familia o individuo en una de estas tres categorías una o todas las siguientes tres variables (ingreso, educación y ocupación) pueden ser analizadas o procesadas por alguien.
Una cuarta variable, riqueza, también puede ser analizada para determinar el estatus socioeconómico.
Adicionalmente se ha establecido que un bajo nivel de ingresos y un bajo nivel de educación son importantes indicadores de un rango de problemas de salud mental y física, que van desde dolencias respiratorias, artritis, enfermedades coronarias, y esquizofrenia. Estas pueden deberse a las condiciones ambientales en el sitio de trabajo, o en el caso de enfermedades mentales, pueden ser la causa misma del estatus social de la persona.